# Dombresson
Dombresson is een plaats en voormalige gemeente in het Zwitserse kanton Neuchâtel. In 2013 is de gemeente gefuseerd naar de gemeente Val-de-Ruz.
Dombresson telt 1630 inwoners.